# Isikava Takuboku
Isikava Takuboku (石川 啄木; Hepburn: Takuboku Ishikawa; Hinoto, 1886. február 20. – Koisikava, 1912. április 13.) japán költő.

## Élete
Az Ivate prefektúrabeli Hinoto faluban született, apja a helybeli buddhista templom papja volt. Már a középiskolában elkezdett tankákat írni, 1902-ben pedig a vezető korabeli irodalmi folyóirat, a Mjódzsó is leközölt belőlük néhányat. Ekkor otthagyta az iskolát, és 16 évesen Tokióba utazva csatlakozott a Mjódzsó irodalmi köréhez, amelynek Joszano Akiko férje volt a főszerkesztője. A kezdődő tuberkulózis és a pénzhiány azonban hazakényszerítette, ahol 1905-ben megnősült, s hogy teljes nagycsaládot el tudja tartani, segédtanítói állást vállalt. Ugyane célból 1907-ben Hokkaidóba költözött, és feleségétől, gyerekétől messze, betegeskedve próbált anyagi helyzetükön javítani. 1910-ben annyira felháborította a szocialista aktivisták letartóztatása, hogy maga is érdeklődni kezdett a szocialista tanok iránt, de betegsége hamarosan rosszabbra fordult, és 26 évesen, 1912. április 13-án meghalt.

## Művészete
Első kötete, az Akogare („Vágyakozás”, 1905) Japánban addig szokatlan, meghökkentő képvilágú és szókimondó szabadverseket tartalmaz. Első tankagyűjteménye, az Icsiaku no szuna („Egy marék homok”, 1910) 551 versében egyszerű, hétköznapi nyelven mindennapos élményekről és szenvedélyekről ír megkapó őszinteséggel és elevenséggel. 1902 és 1912 között naplót is vezetett, ennek 1909-es része romanizált japán írással készült, s azóta a nagy múltra visszatekintő japán naplóirodalom klasszikusává vált. Halála után néhány hónappal jelent meg második tankakötete Kanasiki gangu („Szomorú játékszerek”) címmel. Ma sokan a legnagyobb modern japán költőnek tartják, Takuboku-klubok tanulmányozzák művészetét, verseit a legtöbb nyugati nyelvre, sőt oroszra és kínaira is lefordították. 1988-ban róla nevezték el a 4672 Takuboku aszteroidát.

## Magyarul megjelent műve
- Isikava Takuboku–Joszano Akikoː Zilált hajam / Szomorú játékok. Két századfordulós japán költő tankái; vál., ford. Villányi G. András; General Press, Bp., 2003